# لا ريبا دي إسكالوتي
لا ريبا دي إسكالوتي هي بلدية تقع في مقاطعة سوريا، في منطقة قشتالة وليون، في إسبانيا. يبلغ عدد سكانها 11 نسمة وذلك حسب (المعهد الوطني للإحصاء) سنة 2017، وتبلغ مساحتها 23,44 كم²، وترتفع عن سطح البحر 1,030 متر.

## تطور السكان
في تعداد عام 2010 بلغ عدد سكان البلدية 19 نسمة، منهم 12 رجلا و7 نساء.